# Louis Balsan
Louis Balsan, född 22 oktober 1911 i Paris, död 1982, var en bobåkare ifrån Frankrike. Han deltog vid olympiska vinterspelen 1932 i Lake Placid i tvåmansbob och placerade sig på plats nummer 11.